# Júnior Moraes
Aluísio Chaves Ribeiro Moraes Júnior (em ucraniano: Алуїсіо Чавес Рібейру Мораєш Жуніор), mais conhecido como Júnior Moraes (Santos, 4 de abril de 1987), é um ex-futebolista brasileiro naturalizado ucraniano que atuava como centroavante. Atualmente está aposentado.

## Carreira

### Início
Filho de Aluísio Guerreiro, atacante do Santos nos anos 1980, Junior Moraes começou a carreira no Santos e se destacou rápido. No dia 6 de maio de 2007, marcou o segundo gol da vitória santista sobre o São Caetano, garantindo o título do Campeonato Paulista de 2007.

### Ponte Preta
Em maio de 2008, Moraes, que não vinha sendo aproveitado no Santos, foi emprestado à Ponte Preta até dezembro.

### Santo André
Em 2009, o atacante rescindiu com a equipe do Santos, e logo foi contratado pelo Santo André onde ficou até o fim do ano.

### Gloria
No ano de 2010, debutou na Europa atuando no Gloria, da Romênia, vendido por € 10 mil, e formou dupla com seu irmão, o também atacante Bruno Moraes.

### Metallurg Donetsk
Já no ano seguinte foi jogar na Ucrânia, no Metallurg Donetsk, vendido por € 1,25 milhões, mas não atuou em nenhum jogo e rescindiu seu contrato.[carece de fontes?]

### CSKA Sofia
No mesmo ano foi jogar no CSKA Sofia da Bulgária, onde foi vice-campeão búlgaro, além de ser considerado craque e artilheiro da Liga Profissional Búlgara com 16 gols.

### Retorno ao Metallurg Donetsk
Em 2012, Moraes acertou seu retorno ao Metallurg Donetsk, da Ucrânia, por € 2 milhões e tornou-se o maior artilheiro da história do clube, com 37 gols em 70 jogos.

### Dínamo de Kiev
Em 2015, ele deixou o clube para reforçar o Dínamo de Kiev, também da Ucrânia. Foi campeão da Supercopa da Ucrânia 2015 e do Campeonato Ucraniano 2015–16.

### Tianjin Quanjian
No dia 28 de fevereiro de 2017, Júnior Moraes foi emprestado por 4 meses para o Tianjin Quanjian, da China. O clube chinês pagou € 2,10 milhões pelo empréstimo, tendo preferência pela compra.

### Shakhtar Donetsk
Após o fim do empréstimo, Moraes voltou ao Dínamo de Kiev, onde não teve seu contrato renovado, e assinou com o Shakhtar Donetsk, ainda da Ucrânia, onde fez um contrato válido por 2 temporadas. Fez a sua estreia e marcou seu primeiro gol pelo clube ucraniano no dia 25 de julho de 2018, em uma vitória por 2–0 contra o FC Desna Chernihiv, pelo Campeonato Ucraniano 2018–19.
Em 10 de agosto de 2019, Júnior Moraes se tornou o maior artilheiro brasileiro da história do Campeonato Ucraniano, marcando o primeiro gol na vitória do Shakhtar Donetsk contra o Dínamo de Kiev por 2–1. O jogador fez seu 78º gol no campeonato, ultrapassando o recordista anterior, Luiz Adriano, que somava 77 gols.
Sua passagem pelo Shakhtar se encerrou abruptamente em 2022, devido à Invasão da Ucrânia pela Rússia, quando vários jogadores tiveram que deixar o país. Em 7 de março de 2022, a FIFA deliberou que estrangeiros atuantes na Rússia e na Ucrânia fossem considerados “sem contrato” até 30 de junho e, portanto, teriam a liberdade de assinar com outros times.
Pelo clube, foi bicampeão do Campeonato Ucraniano (2018–19 e 2019–20) e campeão da Copa da Ucrânia (2018–19).

### Corinthians
Em 15 de março de 2022, assinou um contrato de duas temporadas com o Corinthians. No dia seguinte (16), foi anunciado oficialmente pelo clube paulista. Em 22 de março, foi apresentado. Fez a sua estreia com a camisa do clube alvinegro no dia 24 de março, no empate por 1–1 contra o Guarani, na Neo Química Arena, pelo Campeonato Paulista 2022. Marcou um dos gols na cobrança de pênaltis na classificação para a semifinal. Marcou seu primeiro gol com a camisa do Corinthians no dia 11 de maio de 2022, na vitória por 2–0 contra a Portuguesa-RJ, na Neo Química Arena, pela Copa do Brasil. Em 6 de junho de 2023, rescindiu seu contrato com o clube por decisão liminar da Justiça do Trabalho.

## Vida pessoal
É o terceiro jogador brasileiro a se naturalizar ucraniano. Por ser naturalizado, poderia ser convocado para lutar na guerra da Invasão da Ucrânia pela Rússia, porém ele acabou indo embora para o Brasil. O Jogador doou cerca de R$ 300 mil para o governo da Ucrânia, que será revertido para vítimas da guerra.

## Seleção Ucraniana

### Convocação
Em março de 2019, Júnior Moraes se naturalizou ucraniano e foi convocado pela Seleção Ucraniana para as Eliminatórias da Euro de 2020 para jogar contra Portugal e Luxemburgo.

### Problemas com a UEFA
Após uma empate da Ucrânia com Portugal por 0 a 0 e uma vitória contra Luxemburgo por 2–1, a Federação Portuguesa de Futebol e a Federação Luxemburguesa de Futebol apresentaram um recurso à UEFA contra a convocação de Moraes, pois, de acordo com o regulamento da FIFA, um jogador naturalizado só pode atuar pela sua nova Seleção após viver no território da Seleção em questão ao menos cinco anos consecutivos depois de fazer 18 anos, algo que consideravam que Moraes não fez, já que ele jogou em times da Ucrânia por 4 anos e 8 meses, foi para a China e retornou. Como punição, a Ucrânia tinha chances de perder pontos nas Eliminatórias da Euro de 2020. Em maio do mesmo ano, no entanto, a UEFA negou o recurso de ambas as federações.

## Estatísticas

### Clubes
Abaixo estão listados todos jogos, gols e assistências do futebolista por clubes.
| Clube             | Temporada         | Campeonato nacional | Campeonato nacional | Campeonato nacional | Copa nacional[a] | Copa nacional[a] | Copa nacional[a] | Competições continentais[b] | Competições continentais[b] | Competições continentais[b] | Outros torneios[c] | Outros torneios[c] | Outros torneios[c] | Total | Total | Total   |
| Clube             | Temporada         | Jogos               | Gols                | Assist.             | Jogos            | Gols             | Assist.          | Jogos                       | Gols                        | Assist.                     | Jogos              | Gols               | Assist.            | Jogos | Gols  | Assist. |
| ----------------- | ----------------- | ------------------- | ------------------- | ------------------- | ---------------- | ---------------- | ---------------- | --------------------------- | --------------------------- | --------------------------- | ------------------ | ------------------ | ------------------ | ----- | ----- | ------- |
| Santos            | 2007              | 15                  | 1                   | 0                   | —                | —                | —                | 2                           | 0                           | 0                           | 4                  | 2                  | 0                  | 21    | 3     | 0       |
| Santos            | 2008              | 1                   | 1                   | 0                   | —                | —                | —                | —                           | —                           | —                           | —                  | —                  | —                  | 1     | 1     | 0       |
| Santos            | Total             | 16                  | 2                   | 0                   | —                | —                | —                | 2                           | 0                           | 0                           | 4                  | 2                  | 0                  | 22    | 4     | 0       |
| Ponte Preta       | 2008              | 9                   | 0                   | 0                   | —                | —                | —                | —                           | —                           | —                           | —                  | —                  | —                  | 9     | 0     | 0       |
| Ponte Preta       | Total             | 9                   | 0                   | 0                   | —                | —                | —                | —                           | —                           | —                           | —                  | —                  | —                  | 9     | 0     | 0       |
| Santo André       | 2009              | 2                   | 1                   | 0                   | —                | —                | —                | —                           | —                           | —                           | —                  | —                  | —                  | 2     | 1     | 0       |
| Santo André       | Total             | 2                   | 1                   | 0                   | —                | —                | —                | —                           | —                           | —                           | —                  | —                  | —                  | 2     | 1     | 0       |
| Gloria            | 2010              | 17                  | 10                  | 2                   | —                | —                | —                | —                           | —                           | —                           | —                  | —                  | —                  | 17    | 10    | 2       |
| Gloria            | 2011              | 15                  | 8                   | 2                   | 3                | 2                | 0                | —                           | —                           | —                           | —                  | —                  | —                  | 18    | 10    | 2       |
| Gloria            | Total             | 32                  | 18                  | 4                   | 3                | 2                | 0                | —                           | —                           | —                           | —                  | —                  | —                  | 35    | 20    | 4       |
| CSKA–Sofia        | 2011–12           | 24                  | 16                  | 7                   | —                | —                | —                | —                           | —                           | —                           | 1                  | 0                  | 0                  | 25    | 16    | 7       |
| CSKA–Sofia        | Total             | 24                  | 16                  | 7                   | —                | —                | —                | —                           | —                           | —                           | 1                  | 0                  | 0                  | 25    | 16    | 7       |
| Metallurg Donetsk | 2012–13           | 23                  | 11                  | 6                   | —                | —                | —                | 4                           | 2                           | 1                           | —                  | —                  | —                  | 27    | 13    | 7       |
| Metallurg Donetsk | 2013–14           | 27                  | 19                  | 1                   | 1                | 0                | 0                | 2                           | 0                           | 0                           | —                  | —                  | —                  | 30    | 19    | 1       |
| Metallurg Donetsk | 2014–15           | 13                  | 5                   | 0                   | —                | —                | —                | —                           | —                           | —                           | —                  | —                  | —                  | 13    | 5     | 0       |
| Metallurg Donetsk | Total             | 63                  | 35                  | 7                   | 1                | 0                | 0                | 6                           | 2                           | 1                           | —                  | —                  | —                  | 70    | 37    | 8       |
| Dínamo Kiev       | 2015–16           | 20                  | 6                   | 3                   | 3                | 1                | 0                | 7                           | 1                           | 0                           | 1                  | 0                  | 0                  | 31    | 8     | 3       |
| Dínamo Kiev       | 2016–17           | 16                  | 10                  | 1                   | 1                | 2                | 1                | 9                           | 1                           | 0                           | 1                  | 0                  | 0                  | 27    | 13    | 2       |
| Dínamo Kiev       | 2017–18           | 18                  | 5                   | 1                   | 1                | 0                | 0                | 11                          | 7                           | 0                           | —                  | —                  | —                  | 30    | 12    | 1       |
| Dínamo Kiev       | Total             | 54                  | 21                  | 5                   | 5                | 3                | 1                | 27                          | 9                           | 0                           | 2                  | 0                  | 0                  | 88    | 33    | 6       |
| Tianjin Tianhai   | 2017              | 4                   | 2                   | 0                   | —                | —                | —                | —                           | —                           | —                           | —                  | —                  | —                  | 4     | 2     | 0       |
| Tianjin Tianhai   | Total             | 4                   | 2                   | 0                   | —                | —                | —                | —                           | —                           | —                           |                    |                    |                    | 4     | 2     | 0       |
| Shakhtar Donetsk  | 2018–19           | 27                  | 19                  | 7                   | 3                | 3                | 0                | 8                           | 4                           | 3                           | 1                  | 0                  | 0                  | 39    | 26    | 10      |
| Shakhtar Donetsk  | 2019–20           | 27                  | 20                  | 8                   | 1                | 0                | 0                | 12                          | 6                           | 2                           | 1                  | 0                  | 0                  | 41    | 26    | 10      |
| Shakhtar Donetsk  | 2020–21           | 17                  | 6                   | 1                   | —                | —                | —                | 7                           | 2                           | 0                           | 1                  | 1                  | 0                  | 25    | 9     | 1       |
| Shakhtar Donetsk  | 2021–22           | 1                   | 1                   | 0                   | —                | —                | —                | —                           | —                           | —                           | —                  | —                  | —                  | 1     | 1     | 0       |
| Shakhtar Donetsk  | Total             | 72                  | 46                  | 16                  | 4                | 3                | 0                | 27                          | 12                          | 5                           | 3                  | 1                  | 0                  | 106   | 62    | 21      |
| Corinthians       | 2022              | 9                   | 0                   | 0                   | 2                | 1                | 0                | 4                           | 0                           | 0                           | 2                  | 0                  | 0                  | 17    | 1     | 0       |
| Corinthians       | 2023              | 1                   | 0                   | 0                   | 0                | 0                | 0                | 0                           | 0                           | 0                           | 3                  | 0                  | 0                  | 4     | 0     | 0       |
| Corinthians       | Total             | 10                  | 0                   | 0                   | 2                | 1                | 0                | 4                           | 0                           | 0                           | 5                  | 0                  | 0                  | 21    | 1     | 0       |
| Total na carreira | Total na carreira | 286                 | 141                 | 39                  | 15               | 9                | 1                | 66                          | 23                          | 6                           | 15                 | 3                  | 0                  | 382   | 176   | 46      |

- a. ^ Jogos da Copa da Ucrânia e Copa do Brasil
- b. ^ Jogos da Copa Libertadores, Liga dos Campeões da UEFA e Liga Europa
- c. ^ Jogos do Campeonato Paulista, Supercopa da Bulgária e Supercopa da Ucrânia

### Seleção Ucraniana
Abaixo estão listados todos jogos, gols e assistências do futebolista pela Seleção Ucraniana.[carece de fontes?]
Seleção Principal
| Ano               | Liga das Nações da UEFA | Liga das Nações da UEFA | Liga das Nações da UEFA | Qualificação Mundial | Qualificação Mundial | Qualificação Mundial | Qualificação Europeu | Qualificação Europeu | Qualificação Europeu | Amistosos | Amistosos | Amistosos | Total | Total | Total   |
| Ano               | Jogos                   | Gols                    | Assist.                 | Jogos                | Gols                 | Assist.              | Jogos                | Gols                 | Assist.              | Jogos     | Gols      | Assist.   | Jogos | Gols  | Assist. |
| ----------------- | ----------------------- | ----------------------- | ----------------------- | -------------------- | -------------------- | -------------------- | -------------------- | -------------------- | -------------------- | --------- | --------- | --------- | ----- | ----- | ------- |
| 2019              | —                       | —                       | —                       | —                    | —                    | —                    | 4                    | 0                    | 1                    | 1         | 0         | 0         | 5     | 0     | 1       |
| 2020              | 2                       | 0                       | 0                       | 3                    | 1                    | 0                    | —                    | —                    | —                    | 1         | 0         | 0         | 6     | 1     | 0       |
| Total na carreira | 2                       | 0                       | 0                       | 3                    | 1                    | 0                    | 4                    | 0                    | 1                    | 2         | 0         | 0         | 11    | 1     | 1       |

## Títulos
Santos
- Campeonato Paulista: 2007[31]

CSKA Sofia
- Supercopa da Bulgária: 2011

Dínamo de Kiev
- Campeonato Ucraniano: 2015–16
- Supercopa da Ucrânia: 2016

Shakhtar Donetsk
- Campeonato Ucraniano: 2018–19 e 2019–20
- Copa da Ucrânia: 2018–19

### Prêmios individuais
- Craque da Liga Profissional Búlgara: 2011–12
- Artilheiro da Liga Profissional Búlgara: 2011–12 (16 gols)
- Artilheiro do Campeonato Ucraniano: 2018–19 (19 gols) e 2019–20 (20 gols)
- Lider de assistências do Campeonato Ucraniano: 2019–20 (8 assistências)